# Kępa Wysocka
Kępa Wysocka – część wsi Wysoczyn w Polsce, położona w województwie mazowieckim, w powiecie otwockim, w gminie Sobienie-Jeziory.